# Gerbilliscus phillipsi
Gerbilliscus phillipsi és una espècie de mamífer rosegador de la família dels múrids. Viu a Etiòpia, Kenya i Somàlia. El seu hàbitat natural són els matollars oberts i àrids. És una espècie en risc mínim, és a dir, no sembla que hi hagi cap amenaça significativa per a la seva supervivència.
L'espècie fou anomenada en honor del naturalista britànic Ethelbert Edward Lort Phillips.